# Parco nazionale Alto Purús
Il parco nazionale Alto Purús (in spagnolo: Parque nacional Alto Purús) è un'area protetta del Perù istituita con il decreto N° 040-2004-AG il 18 novembre 2004; si estende a cavallo delle province di Purús (regione di Ucayali) e di Tahuamanu (regione di Madre de Dios).

## Geografia

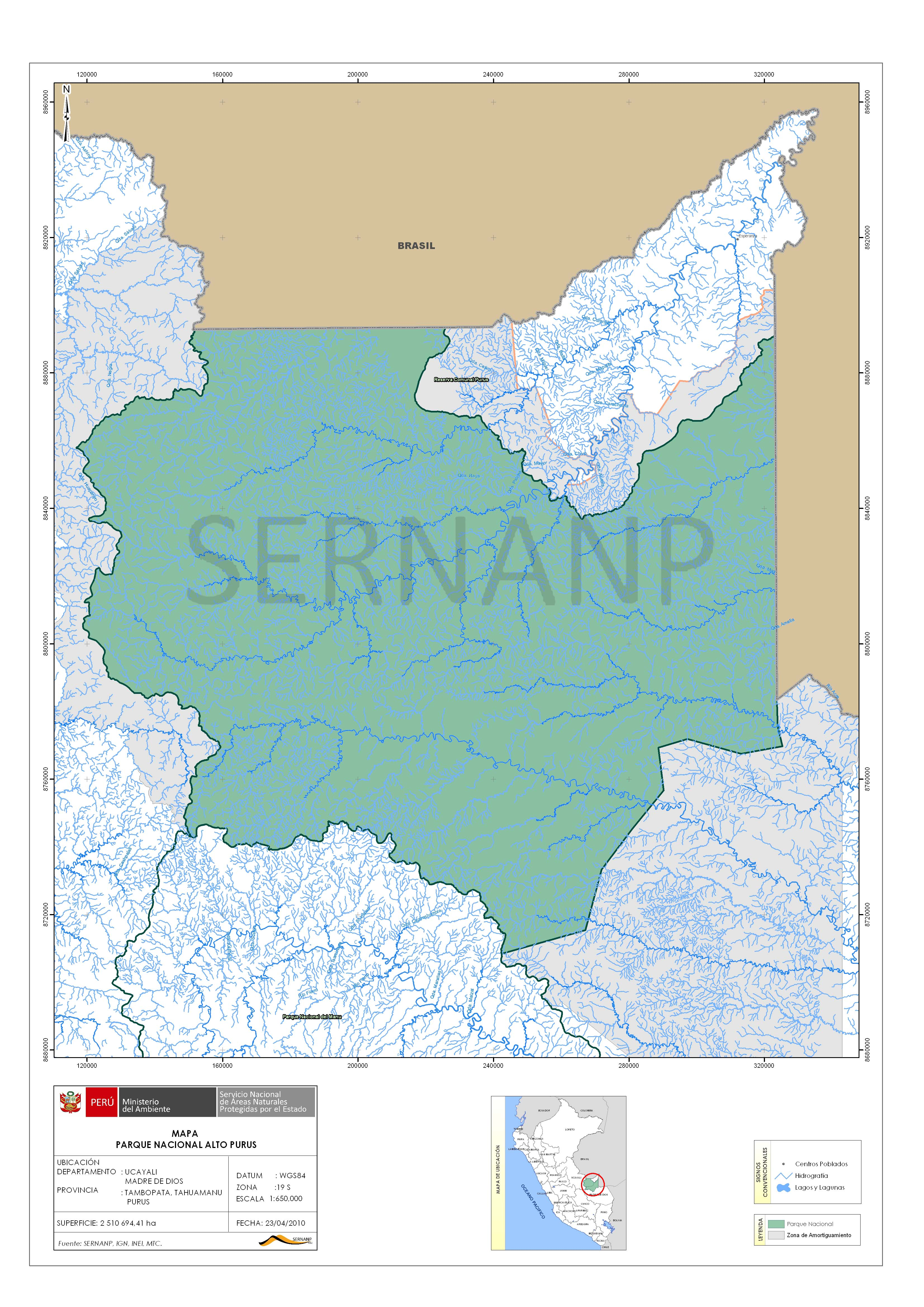
Carta del parco nazionale.

Il territorio del parco nazionale comprende principalmente il bacino del fiume Purús e i suoi affluenti, i fiumi Cújar, Curiuja e Curanja nella regione di Ucayali; nella zona orientale le sorgenti dei fiumi Yaco, Chandless, Acre e Tahuamanu; e in quella meridionale le sorgenti dei fiumi Las Piedras e Lidia. Al suo interno si trovano due tipi di paesaggio principali: la pianura alluvionale, costituita dalla deposizione dei materiali trasportati dai fiumi e situata lungo le loro sponde; e il paesaggio collinare, per lo più costituito da sedimenti argillosi del Terziario continentale, dalla topografia complessa, accidentata, segnata dall'erosione e con prominenza inferiore a 100 m. Dato che l'origine di questo bacino non è andina, all'interno del parco nazionale si trovano ecosistemi particolari, con strutture e suoli diversi dal resto dell'Amazzonia che non sono stati ancora studiati. Grazie alle sue grandi dimensioni e alla vasta superficie ricoperta da foreste tropicali intatte, il parco è una delle aree protette più importanti del Perù.
Il parco garantisce protezione a numerose specie minacciate in altre regioni, nonché al territorio ancestrale di numerose comunità indigene limitrofe e di alcuni gruppi in isolamento volontario all'interno del parco stesso. Tra gli obiettivi del parco vi è quello di preservare un campione rappresentativo della foresta umida tropicale e dei suoi ambienti di transizione, i processi evolutivi che in essi si sviluppano e varie specie di flora e fauna endemiche e minacciate. Queste sono: la lontra gigante (Pteronura brasiliensis), la tartaruga arrau (Podocnemis expansa), l'arpia (Harpia harpyja) e l'ara testablu (Primolius couloni). Allo stesso modo, cerca di proteggere una varietà di specie vegetali come il mogano americano (Swietenia macrophylla), il cedro delle Indie occidentali (Cedrela odorata) e numerose forme di grande importanza per l'industria, la medicina e l'alimentazione.

### Clima
La precipitazione media annua è di 1800 mm. La stagione secca va da maggio a ottobre. La temperatura media è di 25 °C, con un'umidità media compresa tra il 75 e l'82%.

## Flora
Finora nel parco sono state identificate più di 2500 specie di piante.

## Fauna
La fauna del parco è molto diversificata (più di 900 specie registrate) e comprende popolazioni in salute di specie selvatiche che altrove sono in netta diminuzione.

### Mammiferi
Tra le specie di mammiferi spiccano il giaguaro (Panthera onca), l'ocelot (Leopardus pardalis), il margay (Leopardus wiedii), il puma (Puma concolor), la lontra sudamericana (Lontra longicaudis), la lontra gigante (Pteronura brasiliensis), il formichiere gigante (Myrmecophaga tridactyla), il tayra (Eira barbara), il cane dalle orecchie corte (Atelocynus microtis) e varie specie di scoiattoli (Sciurus sp.). Da ricordare anche la presenza dello speoto (Speothos venaticus).
Altre specie degne di nota sono: il bradipo variegato (Bradypus variegatus), il pecari labiato (Tayassu pecari), il tucuxi (Sotalia fluviatilis) e il boto (Inia geoffrensis). Sono presenti anche varie specie di primati, come il tamarino imperatore (Saguinus imperator), l'atele nero o atele dalla faccia rossa (Ateles paniscus), il callicebo rosso (Callicebus cupreus), l'uistitì pigmeo (Cebuella pygmaea) e il cebo dalla fronte bianca (Cebus albifrons), e di roditori, come il pacarana (Dinomys branickii).

### Uccelli
Le specie di uccelli presenti sono circa 520. Di particolare importanza sono il re degli avvoltoi (Sarcoramphus papa), lo jabirù (Jabiru mycteria) e l'ara facciagialla (Orthopsittaca manilata). Altre specie presenti sono il tinamo capinero (Crypturellus atrocapillus), la poiana dai sopraccigli (Leucopternis kuhli), l'agami alibianche (Psophia leucoptera), il caicco ventrebianco (Pionites leucogaster), il conuro capinero (Pyrrhura rupicola), l'aracari crestariccia (Pteroglossus beauharnaisii), il picchio nano barrato (Picumnus aurifrons), lo jacamar golabianca (Brachygalba albogularis), lo jacamar fronteblu (Galbula cyanescens), il bucco dal semicollare (Malacoptila semicincta), la monachina di Sclater (Nonnula sclateri), il manachino tiranno ventresulfureo (Neopelma sulphureiventer), la cotinga di McIlhenny (Conioptilon mcilhennyi), il tiranno pigmeo flammulato (Hemitriccus flammulatus), il tiranno pigmeo crestalunga (Lophotriccus eulophotes), l'averla formichiera blu-lavagna (Thamnomanes schistogynus), lo scricciolo formichiere occhibianchi (Epinecrophylla leucophthalma), lo scricciolo formichiere di Sclater (Myrmotherula sclateri), il rampichino formichiere codamarginata (Hypocnemoides maculicauda), il mangiaformiche di Goeldi (Akletos goeldii), il mangiaformiche di Salvin (Gymnopithys salvini), la pitta formichiera elusiva (Grallaria eludens), la pitta formichiera dell'Amazzonia (Hylopezus berlepschi), il beccocurvo del Perù (Syndactyla ucayalae), il cacico della Selva (Cacicus koepckeae), la tangara nera e bianca (Conothraupis speculigera), la tangara crestagialla (Tachyphonus rufiventer), la tangara averla alibianche (Lanio versicolor) e il barbuto di Tucinka (Eubucco tucinkae).